# 未成駅
未成駅（みせいえき）とは、鉄道の駅で設置に向けて事が進んでいたものの様々な事情により頓挫してしまったり、設置の計画のみの段階であるなどで開業以前の状態の駅。同様に、未成となった信号場についても述べる。

## 未成駅の例
本記事の未成駅とは、営業線上（駅設置を計画した当時は営業中であったが、その後廃止された路線を含む）に新たに駅を設置するものに限り、未成線上にあるものについては取り上げない。

### 計画中止となった未成駅
- 江原台駅（仮）（京成臼井駅 - 京成佐倉駅間）（千葉県佐倉市、京成電鉄本線）
- 大足駅（愛知県知多郡武豊町、名古屋鉄道河和線）
- 小野浦駅（愛知県知多郡美浜町、名古屋鉄道知多新線）
- 長和駅（北海道勇払郡むかわ町、日本国有鉄道石勝線）[1]
- 春日部駅（仮）（市島駅 - 黒井駅間）（兵庫県丹波市、福知山線）
- 小池水源駅（仮）（熊本県阿蘇郡南阿蘇村、南阿蘇鉄道高森線）
- 小石浜遊園駅（宮城県宮城郡松島町、宮城電気鉄道（現・仙石線））
- 小松ケ丘駅（青森県上北郡六戸町、十和田観光電鉄十和田観光電鉄線）
- 新千曲駅（長野県千曲市、東日本旅客鉄道北陸新幹線）[2]
- 新登川駅（北海道勇払郡むかわ町、日本国有鉄道石勝線）[1]
- 下トマム駅（北海道勇払郡占冠村、日本国有鉄道石勝線）[1]
- 新別府駅（大分県別府市、日本国有鉄道日豊本線）
- 棚田親水公園駅（福岡県朝倉郡東峰村、九州旅客鉄道日田彦山線BRT）
- 手取福岡駅（石川県石川郡河内村、北陸鉄道金名線）
- 滝の沢駅（北海道勇払郡占冠村、日本国有鉄道石勝線）[1]
- 楢葉駅（仮）（深井駅 - 泉ケ丘駅間）（大阪府堺市中区、泉北高速鉄道泉北高速鉄道線）[3]
- ニニウ駅（北海道勇払郡占冠村、日本国有鉄道石勝線）[1]
- 白山駅（石川県白山市、西日本旅客鉄道北陸新幹線）[4]
- 箱の浦駅（箱作駅 - 淡輪駅間）（大阪府阪南市、南海電気鉄道南海本線）[要出典]
- 東占冠駅（北海道勇払郡占冠村、日本国有鉄道石勝線）[1]
- みなみ北本駅（群馬県北本市二ツ家、東日本旅客鉄道高崎線）[5]
- 南びわ湖駅（滋賀県栗東市、東海旅客鉄道東海道新幹線）
- 名称未定（西掛川駅 - 桜木駅間）（静岡県掛川市、天竜浜名湖鉄道天竜浜名湖線）[6]
- 名称未定（徳島駅 - 阿波富田駅間）（徳島県徳島市、四国旅客鉄道牟岐線）
- 名称未定（湯田温泉駅 - 山口駅間）（山口県山口市、西日本旅客鉄道山口線）
- 名称未定（大久保駅 - 魚住駅間）（兵庫県明石市、西日本旅客鉄道山陽本線）[7]

### 設置が計画された駅
- 黄金駅（あおなみ線）（愛知県名古屋市中村区、名古屋臨海高速鉄道西名古屋港線）
- 相模新駅（神奈川県高座郡寒川町倉見、東海旅客鉄道東海道新幹線）
- 静岡空港駅（静岡県牧之原市、東海旅客鉄道東海道新幹線）
- 瀬古駅 （愛知県名古屋市守山区瀬古、名古屋鉄道小牧線）
- 壬生駅 (京都府) （京都市中京区、京福電気鉄道嵐山本線）
- 柳橋駅（愛知県名古屋市中村区、名古屋市交通局東山線）
- 名称未定（山下駅 - 日生中央駅間）（兵庫県川西市一庫、能勢電鉄日生線）

### 未成となった信号場
- 武豊信号所（愛知県知多郡武豊町、名古屋鉄道河和線）
- 高山本線内名称未定3か所（焼石駅 - 少ヶ野信号場間、飛騨小坂駅 - 渚駅間、坂上駅 - 打保駅間）[8]